# Albert II de Wittelsbach
Albert II (alemany Albrecht) (1368 - 21 de gener de 1397 a Kelheim) va ser un co-regent feudal, junt amb el seu pare Albert I, del ducat de Baviera-Straubing que va administrar per delegació del seu pare des 1389 fins a la seva mort el 1397. La mare d'Albert II va ser Margarida de Brieg, besneta de Wenceslao II de Bohèmia.
Albert II va passar la major part del seu temps a Straubing, organitzant tornejos; va ordenar la introducció de superfícies de carreteres però també va encoratjar a l'església. No va intervenir en el conflicte intern dels seus cosins, els tres fills del seu oncle Esteve II, duc de Baviera, però va donar suport a la guerra contra una confederació de ciutats de Suàbia i l'arquebisbe de Salzburg. Albert va visitar els Països Baixos en diverses ocasions i va lluitar contra els frisons el 1396 al costat del seu pare i el seu germà gran, Guillem II. Albert va morir després del seu viatge de tornada, a Kelheim.